# Joshua Zirkzee
Joshua Orobosa Zirkzee (Schiedam, 22 de maio de 2001) é um futebolista neerlandês que atua como centroavante. Atualmente joga pelo Manchester United.

## Carreira

### Base

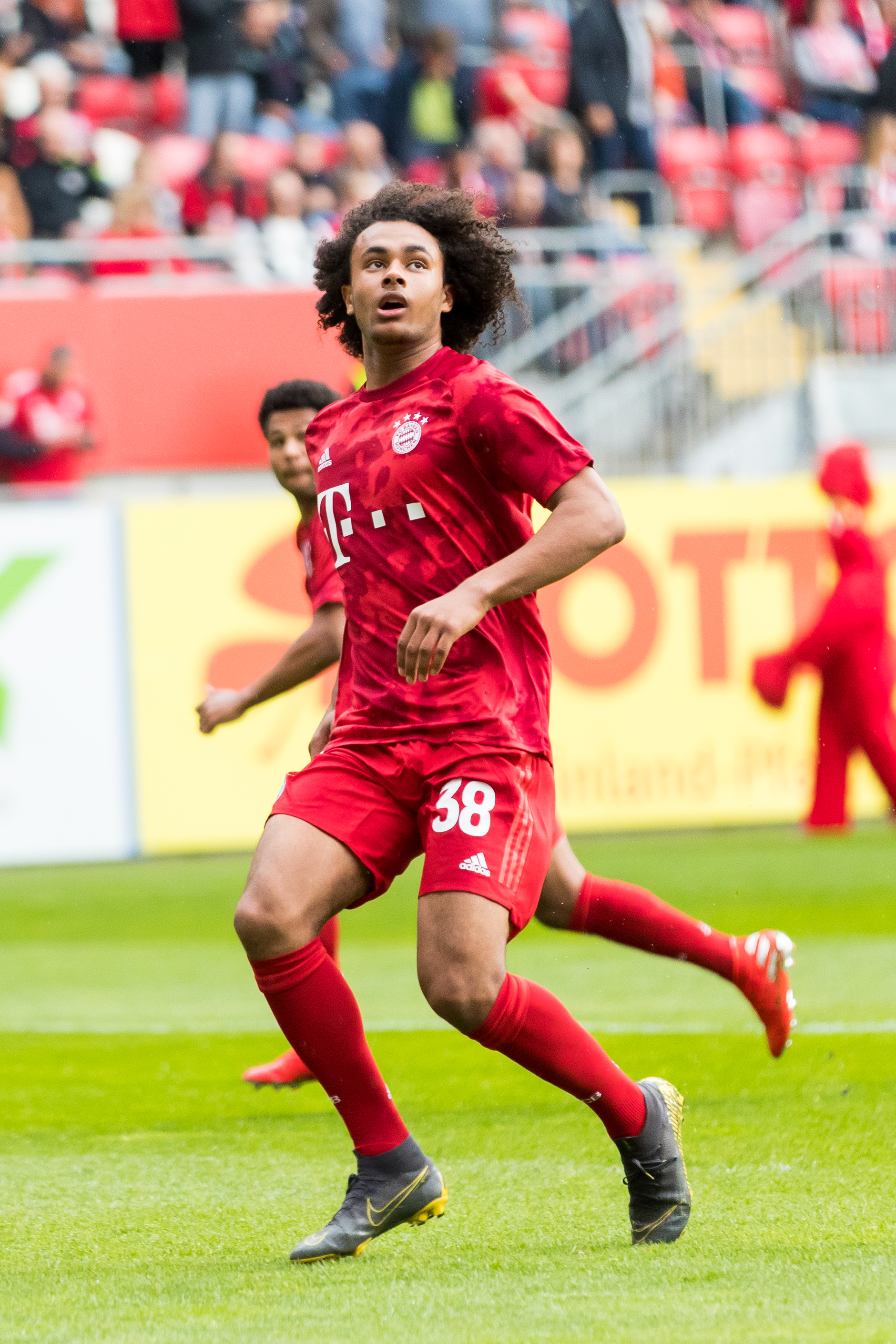
Zirkzee pelo Bayern München II em 2019

Zirkzee jogou nas categorias de base de 4 clubes de seu país natal - VV Hekelingen, Spartaan '20, ADO Den Haag e Feyenoord, ingressou no Bayern de Munique em 2017.[carece de fontes?]
Sua passagem pelos clubes de Base do Bayern foi recheada de troféus coletivos. Enquanto disputava as competições sub-17 e sub-19, Joshua conseguiu chegar ao título nacional uma vez em cada categoria.
Em seu primeiro jogo no time B dos bávaros, fez um hat-trick, e no dia seguinte (desta vez pelo Sub-19), foi o autor do gol da vitória por 2 a 1 sobre o Nürnberg. 
A estreia oficial de Zirkzee pelo Bayern II foi na partida contra o Würzburger Kickers, entrando no lugar de Oliver Batista-Meier aos 29 minutos da segunda etapa.[carece de fontes?]
Ainda com o time B, o atleta conseguiu novamente mais dois troféus, um da quarta divisão alemã e outro da terceira. Em 32 partidas com o Bayern II, marcou seis gols.

### Bayern de Munique

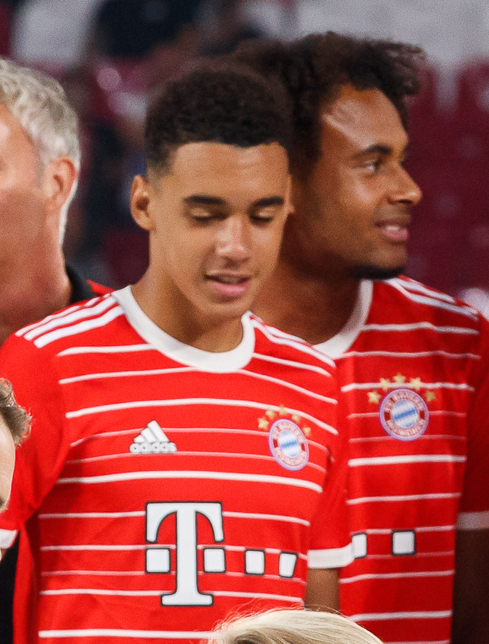
Jamal Musiala e Joshua Zirkzee em 2022

Seu primeiro jogo no time principal do Bayern foi em dezembro de 2019, contra o Tottenham, pela Liga dos Campeões da UEFA. 
Uma semana depois, disputou o primeiro jogo na Bundesliga, entrando no lugar de Philippe Coutinho aos 45 minutos do segundo tempo e fazendo seu primeiro gol como profissional - o terceiro da vitória por 3 a 1 sobre o Freiburg. Na partida contra o Wolfsburg, substituiu Coutinho novamente (desta vez aos 38 minutos do primeiro tempo) e abriu o placar aos 40.
Joshua tinha uma intensa disputa dentro do ataque do clube alemão. Além de Coutinho, o jogador via os bávaros contarem com Ivan Perišić, Thomas Müller, Robert Lewandowski e Serge Gnabry. Futuramente, o time vermelho preteriu utilizar Jamal Musiala mais vezes, o que minou a participação do atacante na equipe.
No entanto, mesmo não sendo preterido na disputa, o jogador pôde entrar em campo 17 vezes entre 2019 e 2022. Nessas oportunidades, marcou quatro gols: todos em sua temporada inicial de Bundesliga.
Em 2021, após voltar de seu primeiro empréstimo, o treinador Julian Nagelsmann repreendeu uma atitude do jovem de 20 anos. O time fazia sua pré-temporada e enfrentara o Ajax em um amistoso; Joshua, em um movimento ágil, driblou o goleiro adversário, mas não chutou a pelota para dentro do gol aberto, pois acreditava que ela seguiria seu percurso até os fundos das redes sem problemas. Porém, aproveitando-se do desleixo do atacante, o guarda-redes do time neerlandês apanhou a bola e impediu que ela entrasse. O gesto causou indignação no treinador, que exigiu que ele tivesse "mais seriedade". Uma semana depois, Zirkzee deixou a Baviera para jogar em outra equipe, emprestado.
Entre empréstimos e poucas oportunidades, Zirkzee colecionou troféus. Mesmo tendo pouca participação na maior parte das competições, Joshua foi inscrito para integrar um dos momentos mais lendários do Bayern, e sua galeria de troféus incluiu a Liga dos Campeões de 2019–20, a Supercopa da UEFA de 2020 e os demais troféus nacionais do país.

### Empréstimo ao Parma
No primeiro dia de fevereiro de 2021, após pouco espaço no Bayern, o Parma anunciou o atacante por um empréstimo curto até o fim da época. No contrato, foi estipulado que o jovem teria um valor fixado, que podia ser pago pelos italianos para comprá-lo em definitivo.
No time da Itália, o atacante sofreu com duas lesões, mas a principal delas, uma lesão no ligamento do joelho, o tirou da reta final da Série A, que culminou no rebaixamento do Parma em último colocado.
Zirkzee terminou sua breve passagem no Parma com apenas quatro jogos e nenhum gol marcado.

### Empréstimo ao Anderlecht
Em 3 de agosto de 2021, Joshua foi novamente emprestado; dessa vez rumou à Bélgica para jogar no Anderlecht, logo após passar por uma pré-temporada com o Bayern.
Na equipe belga, o atacante correspondeu as expectativas. Em 38 partidas, chegou a marca de 16 gols, e quase chegou a vencer a Copa da Bélgica, mas amargou o vice-campeonato após o Gent derrotarem o time nas penalidades.
A passagem arrebatadora, mesmo sem troféus, do jovem fez com que o jogador fosse cotado a ter mais chances no time do Bayern, algo que não aconteceu. Vendo a oportunidade de repatriar o seu jogador, a equipe da Bélgica buscou tê-lo novamente no elenco, mas o clube bávaro optou por negociá-lo em definitivo com outro time.

### Bologna
Após se destacar no futebol belga, o Bologna pagou 8,5 milhões de euros pelo atacante para que ele retornasse ao futebol italiano. Inicialmente, os dirigentes do clube queriam que ele formasse uma dupla de ataque com Marko Arnautović, mas o treinador do clube, Thiago Motta, optou por ter o centroavante experiente como única figura de ataque e deixou Zirkzee no banco de reservas durante a época inicial dele.
Durante a Série A de 2022–23, na sua primeira época, o atacante teve números tímidos. Foram apenas dois gols em 19 jogos, tendo sido um suplente durante sua passagem naquela regular campanha do time liderado por Gary Medel. No entanto, foi na época seguinte que o jogador voltaria a chamar os holofotes para si em um dos times mais surpreendentes da temporada europeia.
Em 34 partidas da Série A de 2023–24, o atacante estufou as redes 11 vezes, deu cinco assistências, e ajudou diretamente na classificação do Bologna à Liga dos Campeões da UEFA de 2024–25. Era a primeira vez na história que a equipe disputaria a elite do futebol europeu, além de ter quebrado um jejum de 22 anos sem participar de uma competição continental. Seu destaque foi tamanho que ele recebeu o prêmio de Melhor Jogador Sub-23 do Campeonato.
Com sua ascensão no futebol, equipes de diversos países buscaram a contratação do atleta, tendo como seus principais alvos o Milan, Arsenal e o Manchester United.

### Manchester United

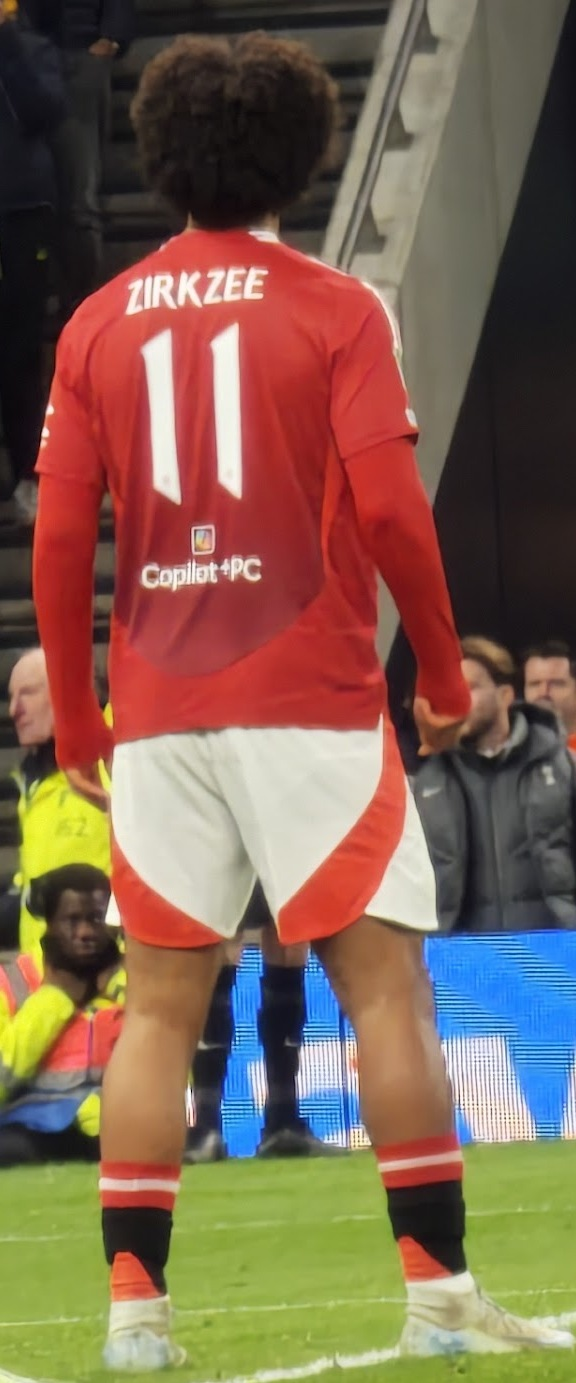
Zirkzee assumiu a camisa 11 no Manchester United.

Superando seus rivais, o Manchester United anunciou, em 12 de julho de 2024, a compra de Zirkzee por 42,5 milhões de euros. O contrato do jogador teria duração até julho de 2029.
Após ter sido um suplente não utilizado na derrota para o Manchester City na final da Supercopa da Inglaterra de 2024, Joshua estreou oficialmente com a camisa 11 da equipe no dia 16 de agosto desse mesmo ano. Mesmo entrando no segundo tempo, o atacante conseguiu marcar o primeiro gol daquela edição de Premier League, após um passe de Alejandro Garnacho. Ao apito final, os Red Devils venceram o Fulham por 1 a 0.
Sua primeira metade de contrato com os Red Devils, no entanto, foi conturbada. Joshua disputava ativamente a posição com Rasmus Højlund, que havia chegado ao clube uma época antes, mas as performances do neerlandês não conseguiam ser constantes. Apesar do outro centroavante também não ter jogos de demasiado destaque, Rasmus foi escolha dos treinadores do time vermelho com mais frequência. Como eram jogadores jovens, houve a possibilidade de ambos jogarem juntos no time titular, mas as tentativas foram ineficazes e o debutante no United chegou a ser substituído sob vaias dos adeptos no último jogo da primeira metade de Premier League após uma performance ruim dividindo o campo com o dinamarquês.
Ao longo da época, Zirkzee foi utilizado frequentemente, alternando entre titular e reserva, mas carecia de grandes performances, tendo deixado de marcar tentos nas competições inglesas desde fevereiro de 2025, onde estufou as redes do Leicester City na vitória por 2–1 na Copa da Liga. Apesar disso, conseguiu contribuir com dois gols na Liga Europa, em partidas contra a Real Sociedad e o Lyon.
Posteriormente, no dia 13 de abril de 2025, Joshua foi acometido por uma lesão muscular em partida contra o Newcastle no Campeonato Inglês. O jogador saiu aos 55 minutos de jogo e aparentemente perderia o restante da época tratando o problema. Contudo, em um movimento impressionante, o neerlandês pôde estar no banco de reservas na Final da Liga Europa da UEFA de 2024–25. Zirkzee entrou nos momentos finais, mas não conseguiu contribuir com nenhum gol e viu o clube perder a decisão de 1–0 para o Tottenham Hotspur.
Dessa forma, concluiu sua estreia no elenco dos Red Devils com sete gols e três assistências em 49 partidas.

## Seleção Holandesa
Descendente de nigerianos, Zirkzee atua nas seleções de base dos Países Baixos desde 2016.

### Euro 2024
Em 12 de junho de 2024, Joshua foi adicionado à seleção principal dos Países Baixos para o Campeonato Europeu de Futebol de 2024, na Alemanha. Zirkzee não havia sido escolhido inicialmente, mas foi convocado pelo técnico Ronald Koeman após lesão do atacante Brian Brobbey.
Na competição, Joshua fizera apenas quatro minutos em duas partidas. O atacante estreou contra a Turquia, nas quartas de final, e deixou a competição já na partida seguinte quando Harry Kane e Ollie Watkins superaram o tento de Xavi Simons e levaram à Inglaterra para sua segunda final consecutiva de Euro.

## Títulos

#### Bayern II
- Fußball-Regionalliga Bayern: 2018–19[carece de fontes?]
- 3. Fußball-Liga: 2019–20[carece de fontes?]

#### Bayern de Munique
- Campeonato Alemão: 2019–20
- Copa da Alemanha: 2019–20
- Supercopa da UEFA: 2020
- Supercopa da Alemanha: 2020, 2022
- Liga dos Campeões da UEFA: 2019–20

### Prêmios individuais
- Melhor jogador sub-23 do Campeonato Italiano - Serie A: 2023–24